# 林鍾国
林 鍾国（イム・ジョングク、朝鮮語: 임종국/林鍾國、1929年10月26日 - 1989年11月12日）は、大韓民国の詩人、評論家、歴史家。
父は東学指導者の林文虎。

## 経歴
日本統治時代の慶尚南道昌寧郡出身。京城公立農業学校（現・ソウル市立大学校）、高麗大学校政治外交学科卒（1954年に中退後1968年に再入学し、1969年に卒業）。コデムヌァより『李箱論』を出版後、1956年にテソン社より『李箱全集』を出版したことで文壇に登場した。1957年から2年間シング文化社に勤務し、1959年に文学芸術で『碑』を発表し、1960年に思想界で『自画像』などが推薦され、詩壇に登場した。1966年に平和出版社より『親日文学論』を出版し、当時大名を得ていた文人らが過去に行った親日行為を世の明るみに出した。戒厳下、著作物が押収されたり写真が使用禁止となったりした。女性雑誌で執筆活動などを行いながら、1968年には中退した高麗大学校に再入学し、1969年に卒業した。1980年には療養と執筆に専念するため天安近郊に移住した。1981年に『挺身隊実録』、1982年に『日帝侵略と親日派』、1984年に『夜の日帝侵略史』、1985年に平和出版社より『日帝下の思想弾圧』、1986年に『親日文学作品選集』、1987年に『親日論説選集』、1988年から1989年に計2巻の『日本軍の朝鮮侵略史』を出版した。晩年には一人でソウルに移住し、韓国国立中央図書館を毎日のように利用していた。全10巻を予定していた『親日派叢書』の執筆中、1989年に順天郷病院にて肺気腫により死去、享年60。

## 死後
遺体は天安公園墓園舞鶴地区に埋葬された。2年後の1991年2月27日に前身となる反民族問題研究所（現・民族問題研究所）が設立され、1994年に親日人名事典を出版する計画を発表し、2009年11月8日に『親日人名事典』が発表された。また、2005年10月15日には宝冠文化勲章が追叙された。

## エピソード
- チェロやギターの演奏に長けており、ヨハネス・ブラームスやエドゥアール・ラロ、ピョートル・チャイコフスキーの曲を好んだ[11]。
- 『親日文学論』の執筆過程における調査において、林文虎の親日行為を発見したさい、対象が自身の父であることから呻吟したが、その行為をありのまま記録することを決めたという[6]。

## 著作
- 『親日文学論』大村益夫訳 高麗書林 1976年12月

- 『日帝侵略と親日派』

- 『ソウル城下に漢江は流れる 朝鮮風俗史夜話』朴海錫, 姜徳相訳 平凡社 1987年1月 ISBN 9784582474183

- 『親日派 李朝末から今日に至る売国売族者たちの正体』反民族問題研究所編 コリア研究所訳 御茶の水書房 1992年8月 ISBN 9784275014757

ほか多数